# 賤のおだまき
『賎のおだまき』(しずのおだまき)とは、江戸時代末期に成立した日本の歴史小説・若衆物語(あるいは衆道物語)。安土桃山時代に実在した薩摩国武将、平田三五郎宗次が主人公。物語は、平田三五郎と彼の同僚となる吉田大蔵清家の邂逅から、2人が「庄内の乱」(1599年)で生死を共にするまでを描いている。作品は一貫して武士道と男色を称揚するものとなっている。実在した人物や事件に取材しており、『庄内軍記』や『伊勢殿若衆文』等の資料や伝承に基づいて成立したと考えられる。全1冊。

## 概説

### 作者と制作年代
作者、成立年代ともにはっきりしていないことが多い。著者は、
聞クナラク、「此ノ書、西薩[西薩摩の]婦女ノ手ニ出ヅ」ト。—不詳、『繅絲艶語叙』
とあり、鹿児島の女性であるともされるが、不明。ただ、内容や表現に当時の鹿児島方言が用いられていることから、その地の者によって書かれたことには疑いがない。年代は早くとも18世紀初頭、遅くとも安政4年頃とされる。前述の通り、物語の骨子は資料に基づいて書かれた一方、三五郎と大蔵の邂逅や、大蔵の朝鮮出陣と2人の再会、庄内の乱への出陣するまでのエピソードは作者による創作だと考えられている。

### 名称
書名は写本・刊本によってさまざまで、『平田三五郎物語』『賤之麻玉記』『賤之緒玉記』『賤之雄玉記』『賤之男玉記』『賤のをだまき』『賤之小田巻』のような表記が見られる。なお、本稿は、明治以降の多くに刊行された表記に従う。

### 趣向
「賤のおだまき」は伊勢物語32段にある「古（いにしへ）のしづのをだまきくりかえし昔を今になすよしもがな」を参照したと考えられ、この歌は『吾妻鏡』『義経記』等に著名な静御前が鎌倉鶴岡八幡宮で頼朝・政子の前で舞う白拍子に本歌取りされている事でも著名である。歌意の概略は「苧麻の糸玉を繰るように昔を今にする方法があればなあ」。しずは倭文、賤などを充て「いやしい」の序としても利用される（「いにしへのしづのをだまきいやしきもよきもさかりはありし物也」古今和歌集雑上888）

## 内容
- 倉田軍平、尾上権六を頼む事
- 倉田・小浜、狼藉　並びに、平田三五郎危難の事
- 吉田・平田の両雄、兄弟の義を結ぶ事
- 三五郎、大蔵を疑うて義絶せんと欲する事　付（）、両人起請文の事
- 高麗御出陣仰せ出ださるる事　付（）、宗次、清家に名残を惜しむ事
- 平田三五郎、節義の事　並びに諏訪日参の事
- 高麗御帰陣の事　並びに、清家・宗次再会　付（）、薩摩日騒動の事
- 庄内一揆籠城の事　並びに、清家・宗次出陣の事
- 財部合戦の事　並びに、吉田・平田討死の事

序では物語の歴史的背景と平田三五郎の人となりを説明している。時は慶長元年(1596年)、島津家の家老、平田増宗の息子で美少年、平田三五郎は暴漢達に襲われていたところを、通りかかった吉田大蔵に救われる。互いに惹かれ合った二人は、平田の家を吉田が訪れることでついに結ばれ、義兄弟の堅い契りを交わす。両者の仲を妬む者の陰謀や、大蔵の朝鮮参陣を経て、二人の契りはかえって堅くなっていく。慶長四年(1599年)、宗次(三五郎)は清家(大蔵)と共に庄内合戦に出陣するが、大蔵だけ先に討ち死にしてしまう。三五郎は、大蔵の跡を追って敵軍に切り込み、義を貫いて同じく討ち死にする。末尾(跋)では、2人の義理・廉直・剛毅について説き、愛欲ばかりに耽ることのないように諌めている。

## 後年への影響
江戸時代から『賤のおだまき』は地元薩摩では親しまれていたが、明治17年、自由党系の小新聞『自由燈』に連載されてから全国的に知られるようになった。明治時代、本作の人気は薩摩にとどまらず、当時の学生へも広まり人気を博したことから、森鴎外(『ヰタ・セクスアリス』)や坪内逍遥(『当世書生気質』)、徳田秋声(『思い出るまゝ』)、巌谷小波(『五月鯉』)、内田魯庵(『社会百面相』)、また昭和には白洲正子(『両性具有の美』)などにも引かれている。

## 伝本
現存する写本は極めて少なく、以下の四本。
- 鹿児島県立図書館蔵本

外題「賤之麻玉記」　四十九丁（ただし十丁は白紙）、絵なし。書写年・書写者は不明。
- 東北大学附属図書館・狩野文庫本

外題「賤の緒玉記」　八十六丁、絵あり。書写年・書写者は不明。
- 都城市立図書館蔵本

外題「賤の麻玉記」　ペン書き・本文三十二丁、絵なし。書写年・書写者は不明。
- 鹿児島県歴史資料センター黎明館寄託・野邉盛雅氏本

表紙および巻末の数丁を欠く。
- 薩摩文化月刊誌「さんぎし」に連載された翻刻[注釈 3]

外題「賤の男玉記」。薩摩川内市に個人で所蔵されていたものを翻刻した。翻刻の誤り・脱落多し。丁数・絵の有無は不明、書写年は、奥書に「安政四年[1858年]十二月廿四日　佐多直次郎」とある由。元にあった写本は現存せず。
- 出水市歴史民俗資料館蔵・端本

表紙に「賤野麻玉木」と題がある。物語の初めの部分のみ。十一五丁〔ママ〕。脱落・誤写多し。
また、現在確認できる活版本は以下の通り。
- A版(家蔵)黄表紙和装本(内題)「賤のおたまき」(題箋なし)

序(明治17年3月)、跋(明治17年4月)
挿絵あり
大正5年2月に文教社から復刻版
- B版(家蔵)黄表紙和装本(内題)「賤のおたまき　完」

序、跋、挿絵なし
- C版(国会図書館蔵、図書番号913.6/Si578)紙表紙洋装本(表紙)「賤のおたまき」

明治20年8月出版。東京精文堂。(翻刻人)高橋平三郎
序、跋なし
木版画風の挿絵あり

## 研究書
- 伊牟田經久『武士道と男色物語―『賤のおだまき』のすべて―』小径選書、2020年6月25日。ISBN 978-4-905350-12-5。
- 笠間千浪『現代語訳 賤のおだまき　薩摩の若衆平田三五郎の物語』鈴木彰、平凡社、2017年8月10日。ISBN 978-4582768589。